# غوني كند
غوني كند (بالإنجليزية: Guni Kand)‏ هي قرية تقع في أردبيل في إيران. يقدر عدد سكانها بـ 82 نسمة بحسب إحصاء 2016.